# Hanna Folkesson
Hanna Folkesson (Suecia; 15 de junio de 1988) es una futbolista sueca. Juega como centrocampista y su equipo actual es el Hammarby de la Damallsvenskan de Suecia.

## Clubes
| Club           | País   | Año             |
| -------------- | ------ | --------------- |
| Umeå Södra FF  | Suecia | 2006 - 2008     |
| AIK Fotboll    | Suecia | 2009 - 2012     |
| Umeå IK        | Suecia | 2013 - 2014     |
| KIF Örebro DFF | Suecia | 2015            |
| Umeå IK        | Suecia | 2016            |
| F.C. Rosengård | Suecia | 2017 - 2018     |
| Djurgårdens IF | Suecia | 2019            |
| Hammarby IF    | Suecia | 2020 - presente |